# Дорно
Дорно (итал. Dorno) — коммуна в Италии, находится в регионе Ломбардия, подчиняется административному центру Павия.
Население составляет 4182 человека, плотность населения составляет 139 чел./км². Занимает площадь 30 км². Почтовый индекс — 27020. Телефонный код — 0382.
Покровителями коммуны почитаются святые Иоаким и Анна, празднование 26 июля, Рок и Бернардин Сиенский, святой апостол Варфоломей, святой Матерн Миланский и святая Евфимия Всехвальная.